# منتخب الفلبين للريشة الطائرة
منتخب الفلبين لتنس الريشة (بالإنجليزية: Philippines national badminton team)‏ هو ممثل الفلبين الرسمي في المنافسات الدولية في كرة الريشة .